# Märta Taube-Ivarson
Märta Sofia Taube-Ivarson, född Taube (hon signerade sina arbeten med Ivarsson efter sin vigsel) 2 maj 1888 i Styrsö församling, död 15 januari 1974 i Göteborg, var en svensk gymnastikdirektör, skulptör och målare.
Märta Taube-Ivarson var dotter till fyrmästaren Carl Gunnar Taube och hans maka Julia Sofia Jacobsdotter och växte upp i en syskonskara på 13 barn, bland andra Karin Parrow och Evert Taube. Hon var gift med Ivan Ivarson från 1928.
Märta Taube-Ivarson utbildade sig till gymnastikdirektör vid Kungliga gymnastiska centralinstitutet i Stockholm 1909–1911 och studerade därefter skulptur och måleri vid Valands målarskola 1913–1915 och 1924–1926 samt vid Kungliga konsthögskolan i Stockholm 1916–1919 och för Antoine Bourdelle vid Académie de la Grande Chaumière i Paris 1919–1921. Biografiska notiser som delvis är gemensamma med hennes make visar att hon under hela 1920-talet vistades på olika platser i Europa innan hon som nygift bosatte sig i Helsingør. Familjen flyttade sin fasta punkt till Göteborg 1929, men resorna fortsatte. Hon vistades i Australien 1935–1939. Hon tilldelades Mannheimerstipendium 1927 och Göteborgs stads kulturstipendium 1956 samt ett statligt stipendium av pensionskaraktär 1964. Separat ställde hon bland annat ut på Gamla högskolan i Göteborg och tillsammans med sin man ställde hon ut i Köpenhamn 1929 samt tillsammans med Signe Hvistendahl i Göteborg. Hon medverkade i Nationalmuseums vandringsutställning God konst i hem och samlingslokaler, samlingsutställningar på Göteborgs konsthall, Sveriges allmänna konstförenings utställning av Göteborgskonst på Liljevalchs konsthall, Nutida svensk skulptur och Stockholmssalongerna på Liljevalchs.
Hon gifte sig den 21 april 1928 i Paris med Ivan Ivarson. Hon bodde i Provence och i Taubehuset i Göteborg, där också hennes föräldrar hade bott sedan 1906. Hennes konst består av figurer och porträtt i lera, gips, trä eller brons samt akvareller. Taube-Ivarson är representerad vid bland annat Göteborgs konstmuseum. Hon är begravd på Östra kyrkogården i Göteborg.